# Turbet el-Bey

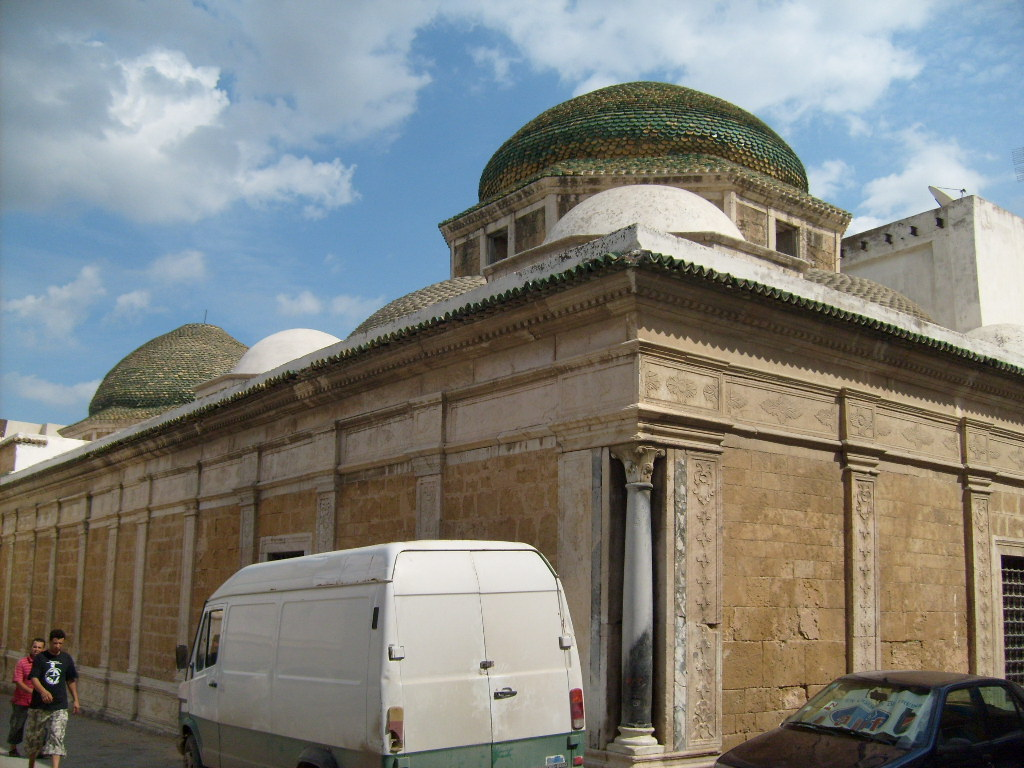
Facciata occidentale del mausoleo

La Turbet el-Bey (in arabo تربة الباي‎?, lett. "Tomba del Bey") è un mausoleo tunisino situato a sud-ovest della medina di Tunisi.
Ultima dimora delle spoglie mortali dei sovrani della dinastia husaynide — alcuni dei quali non sono peraltro inumati nella struttura funeraria, come Munsif Bey (Moncef bey) e al-Amin Bey (Lamine Bey), sepolti invece nel cimitero del Jellaz di Tunisi e in un cimitero di La Marsa —, l'edificio è stato costruito sotto il regno di Ali II Bey (1759-1782) ·  e costituisce il più imponente monumento funebre di Tunisi.
Si trova al n. 62 della via Tourbet El Bey.

## Mausoleo reale
L'edificio è sovrastato da cupole, le principali delle quali sono ricoperte da tegole verdi a forma di scaglie, che dominano le facciate di grès ocra ornate, a intervalli regolari, da pilastri e da trabeazioni in pietra chiara, di stile italiano. ·  Essi corrispondono alle diverse camere funebri dove sono collocate le tombe dei sovrani e delle loro mogli, quelle di un certo numero di loro visir e di loro servitori. · 
Le tombe sono sollevate rispetto al livello del suolo sono ricoperte da sarcofagi di marmo ornati da bassorilievi. I sarcofagi degli uomini si caratterizzano per le piccole colonne prismatiche con iscrizioni sovrastate da un tarbush o da un turbante; quelli delle donne sono riconoscibili per placche di marmo disposte a ciascuna delle estremità, una delle quali reca delle incisioni.

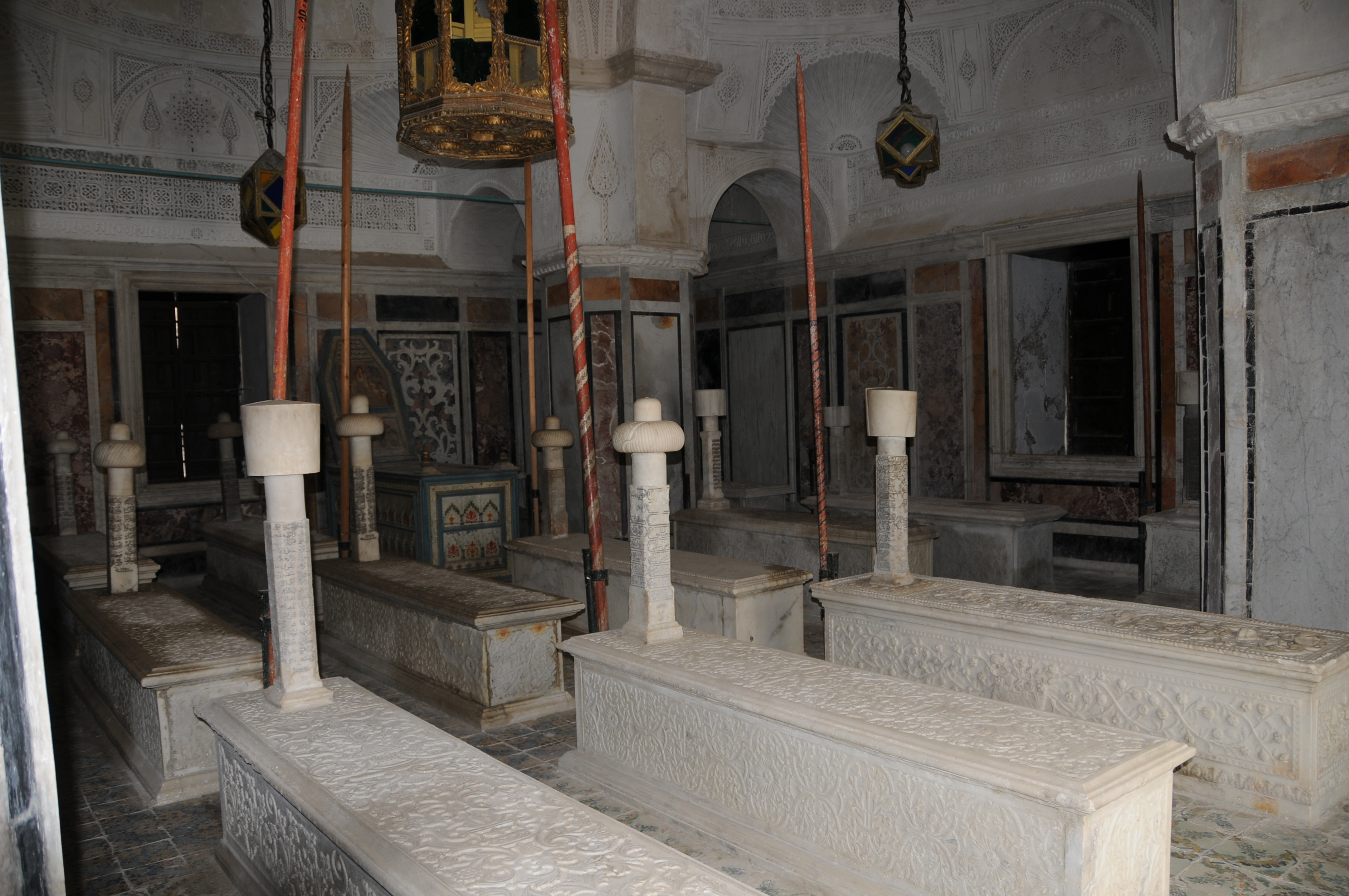
Sala funeraria dei Bey husaynidi
Piano della sala funeraria dei Bey
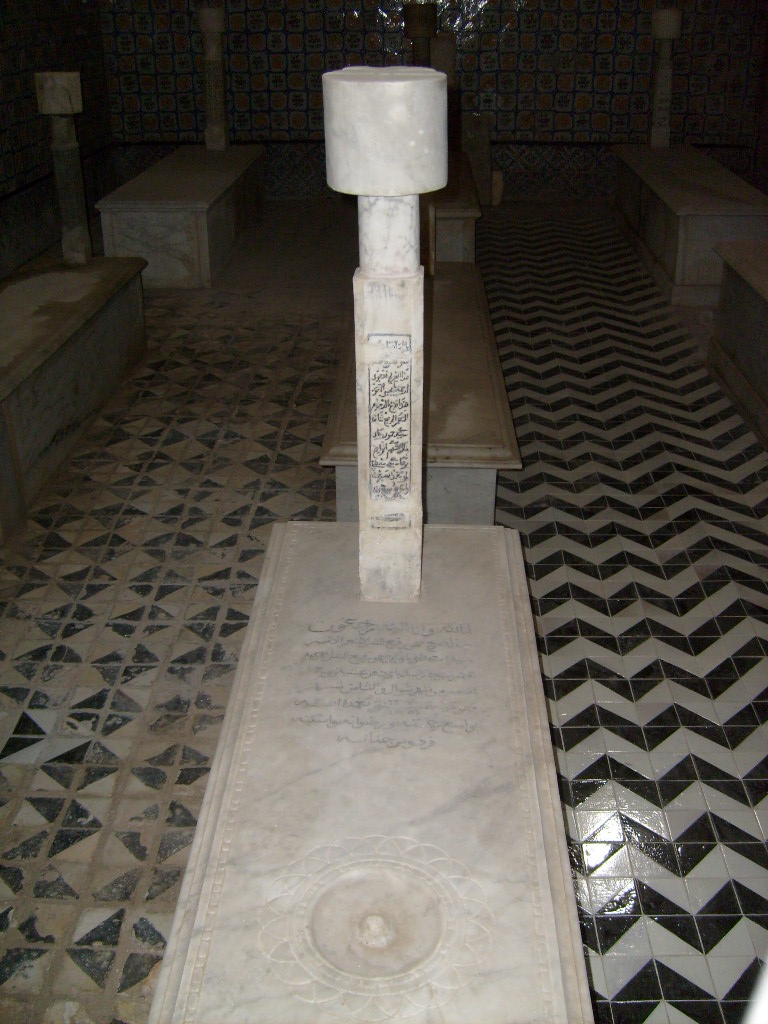
Dettaglio d'una tomba di un dignitario
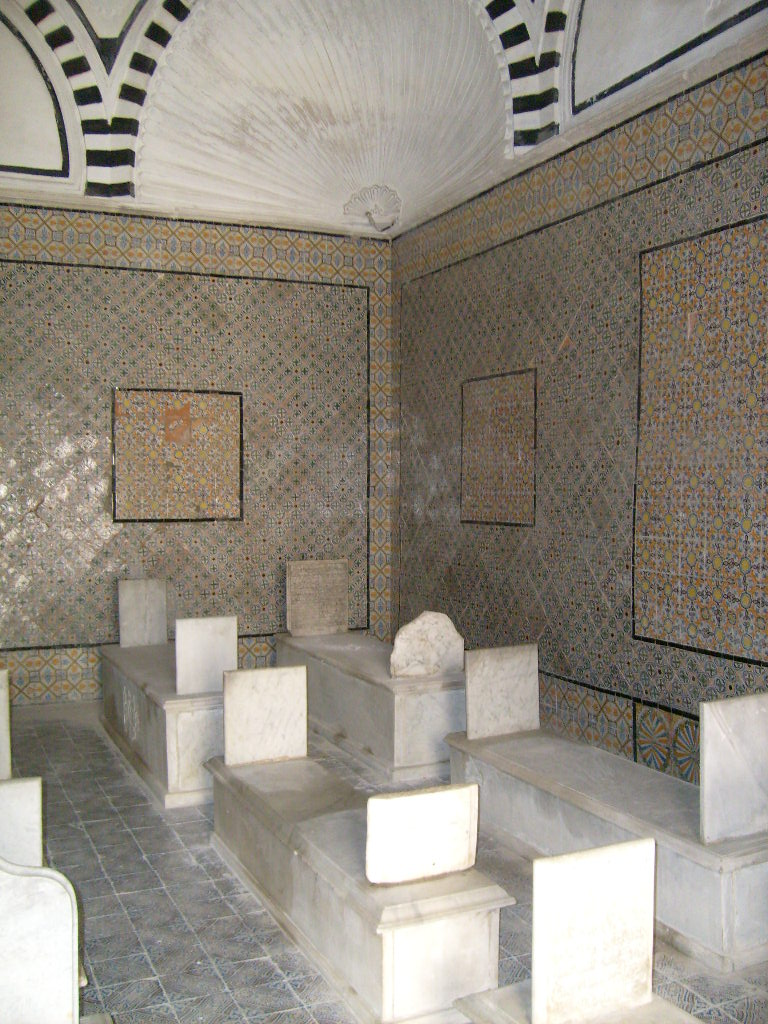
Sala con tombe muliebri

## Architettura e decoro interno
L'accesso al monumento ha luogo attraverso una vasta sala la cui decorazione denota una decisa influenza italiana, sposata allo stile ottomano, specie nella Sala dei Sovrani. Il mausoleo, che comprende otto camere funerarie tutte coperte di cupole, si articola attorno a due corti, rivestiti di lastre, che si aprono da ogni lato su una camera funeraria, alcune delle quali comunica direttamente con quelle adiacenti. La corte, il cui lato di SO si apre sulla Sala dei Sovrani, è inquadrata da portici; gli archi poggiano su colonne in marmo bianco di Carrara con capitelli neo-dorici.

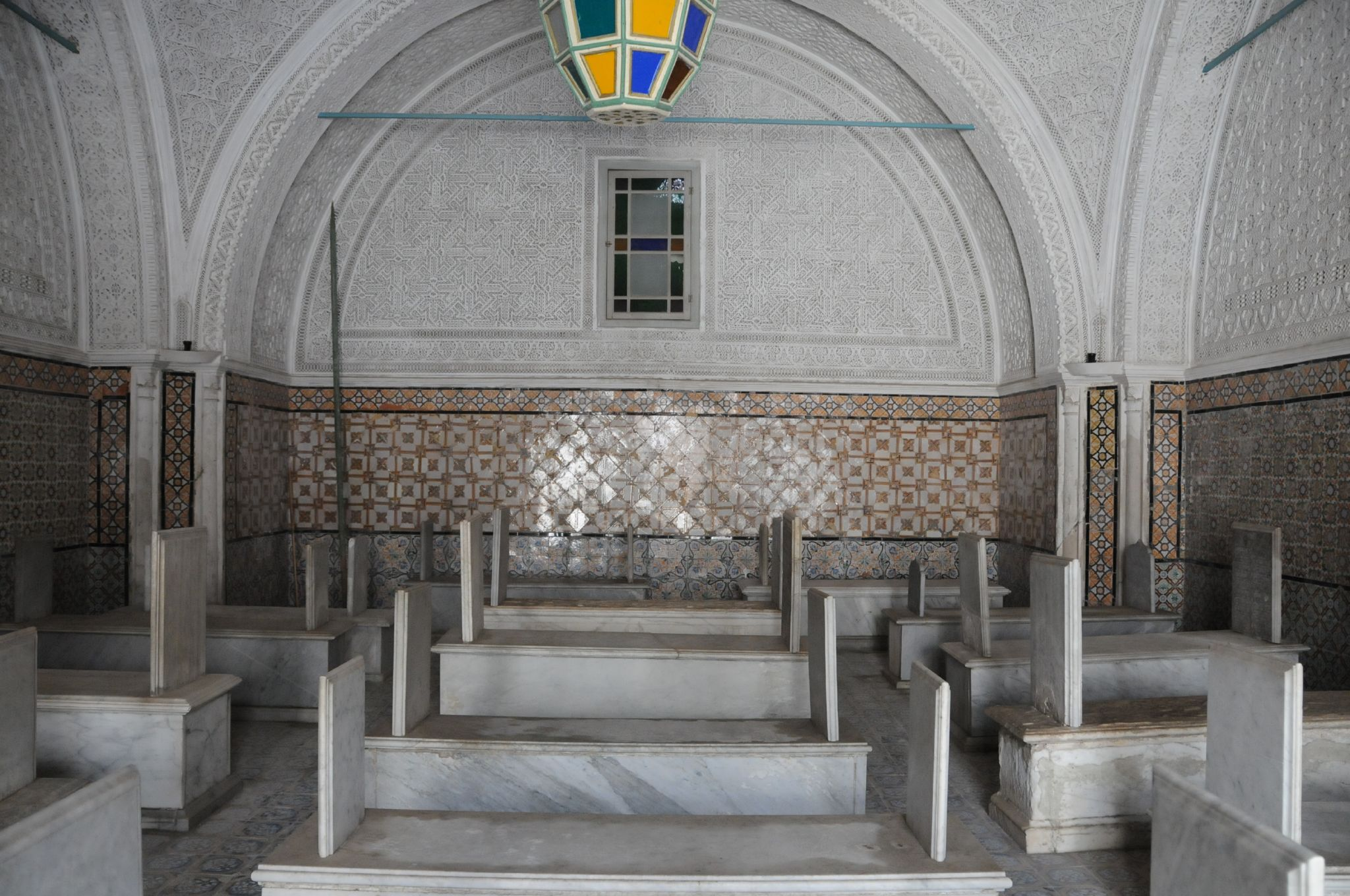
Decoro di una delle sale del mausoleo: rivestimento murale che associa piastrelle quadrate di ceramica a intonaco finemente scolpite.

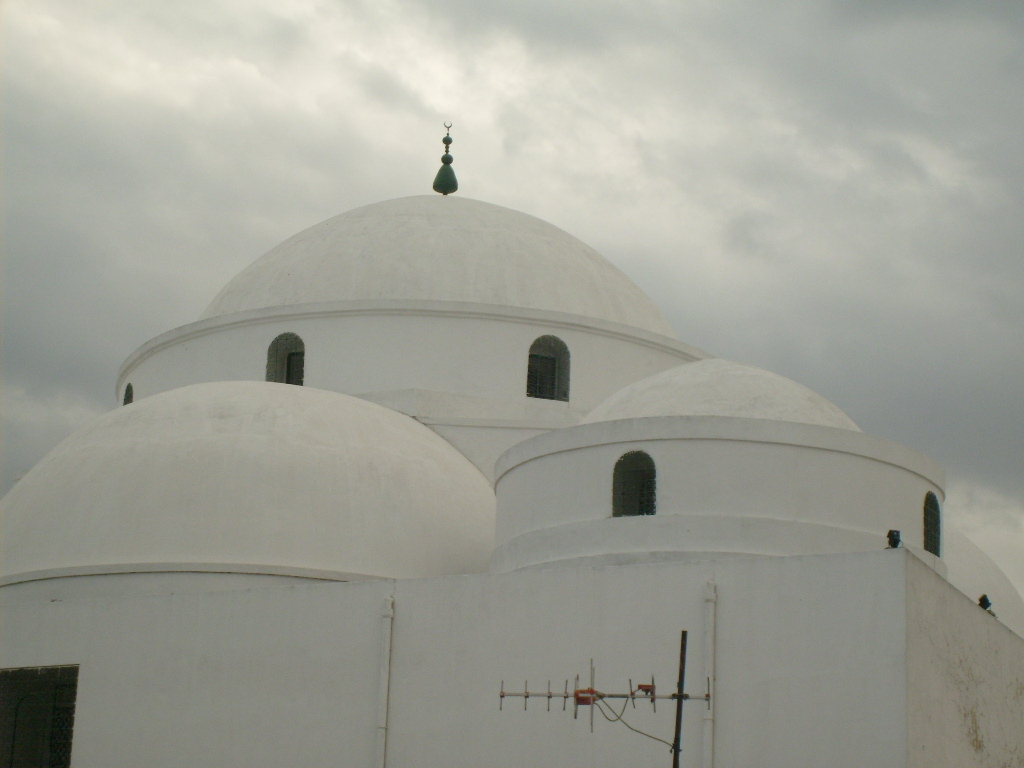
Cupola della moschea di Sidi Mahrez, a Bab Souika, a Tunisi.

La sala più importante del complesso è quella riservata ai sovrani. A pianta quadrata, misurante quindici metri di lato, tale sala riproduce, in piccolo, l'altezza di una moschea ottomana classica: quattro grandi colonne cruciformi che sostengono una vasta cupola centrale, leggermente ogivale, che è contornata da quattro semicupole sui lati e da quattro piccole cupole agli angoli. Questa disposizione di cupole non ha equivalenti nella medina, salvo il caso della moschea di Sidi Mahrez · . La decorazione curata della sala, mescola influenze italiane, ottomane e locali; le parti inferiori dei muri e delle colonne sono rivestite da pannelli con intarsi di marmo policromo fino all'altezza di 2,5 metri, mentre l'intonaco finemente lavorato orna le calotte delle cupole.
Il soffitto del mausoleo, a forma di volta o di cupola, sono abbelliti da decorazioni geometriche e vegetali in stucco in stucco, talvolta policrome, la cui ricchezza è in funzione del rango delle persone che sono inumate nella sala. Una di esse sorprende per la sua struttura architettonica: una grande cupola di forma ovoidale. I muri sono generalmente tappezzati da riquadri di ceramica in tonalità arancione e giallo; un certo numero di tali riquadri sono importati dall'Italia (Napoli in particolare) mentre altri sono di fabbricazione locale (laboratori di Qallalin). La sala dei sovrani regnanti è la sola a essere riccamente decorata di marmi policromi di stile italiano.

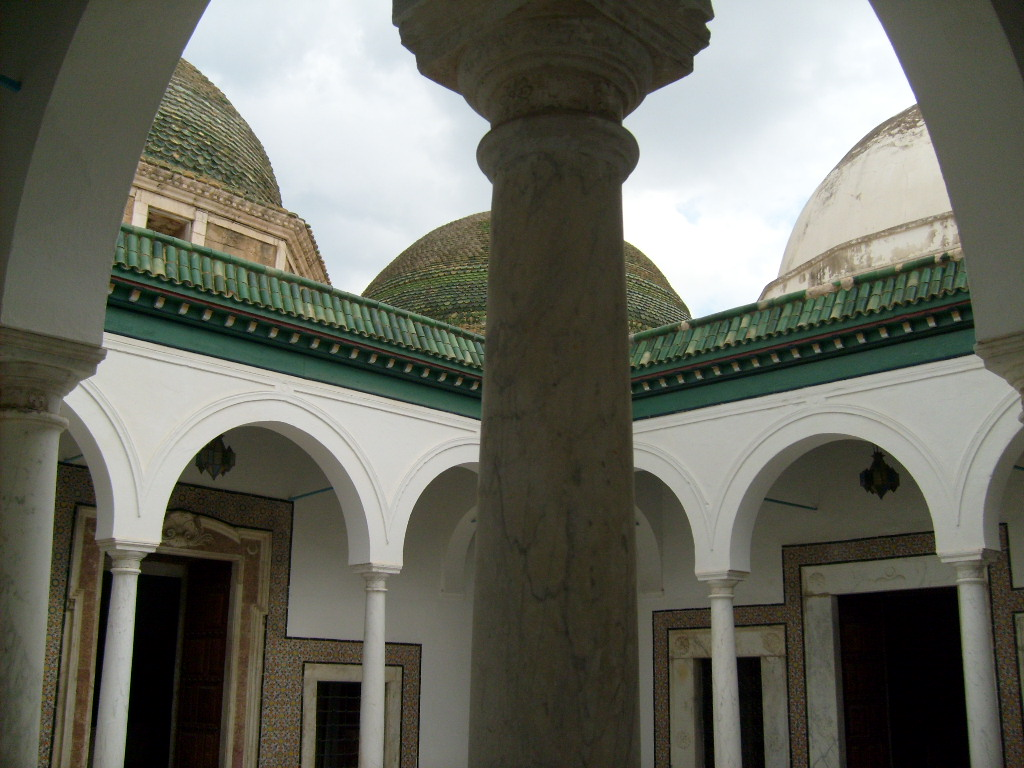
Prospettiva nella corte principale
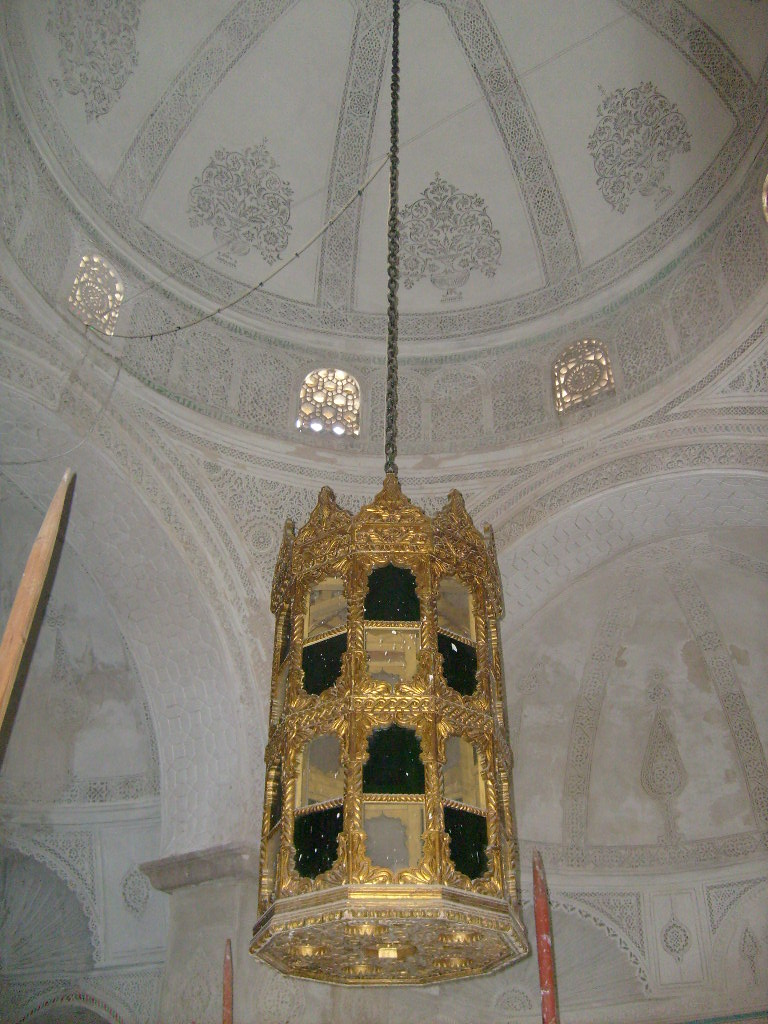
Cupola della sala dei Bey
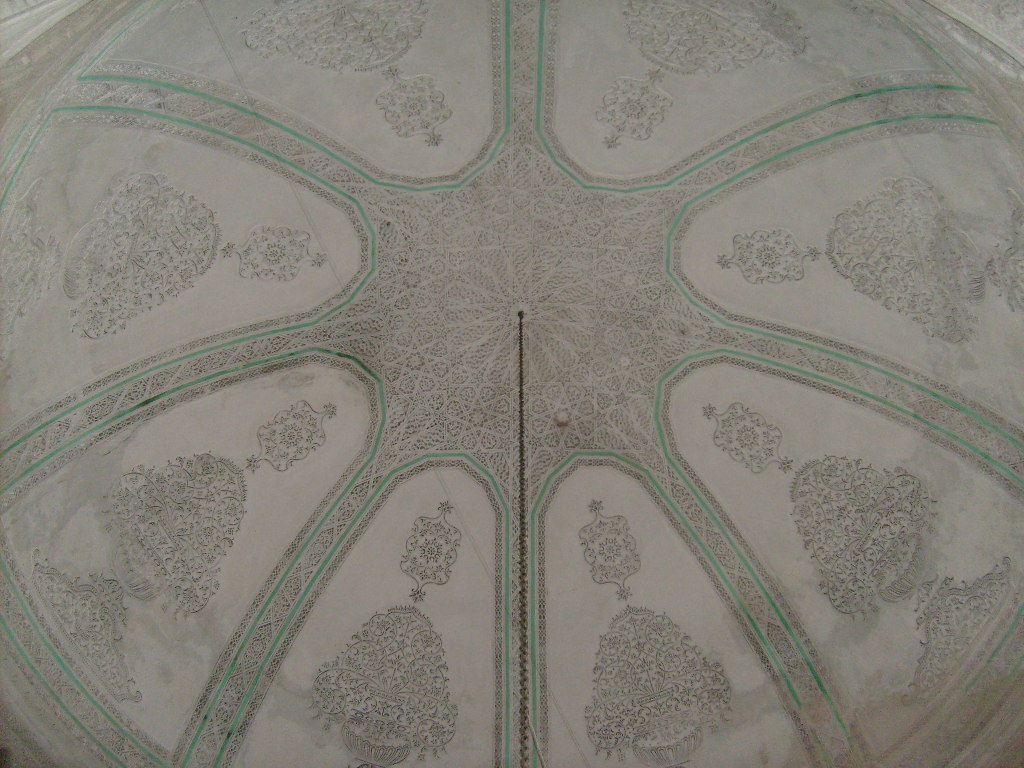
Dettagli di una cupola con i suoi motivi in stucco e le sue linee di colore verdi
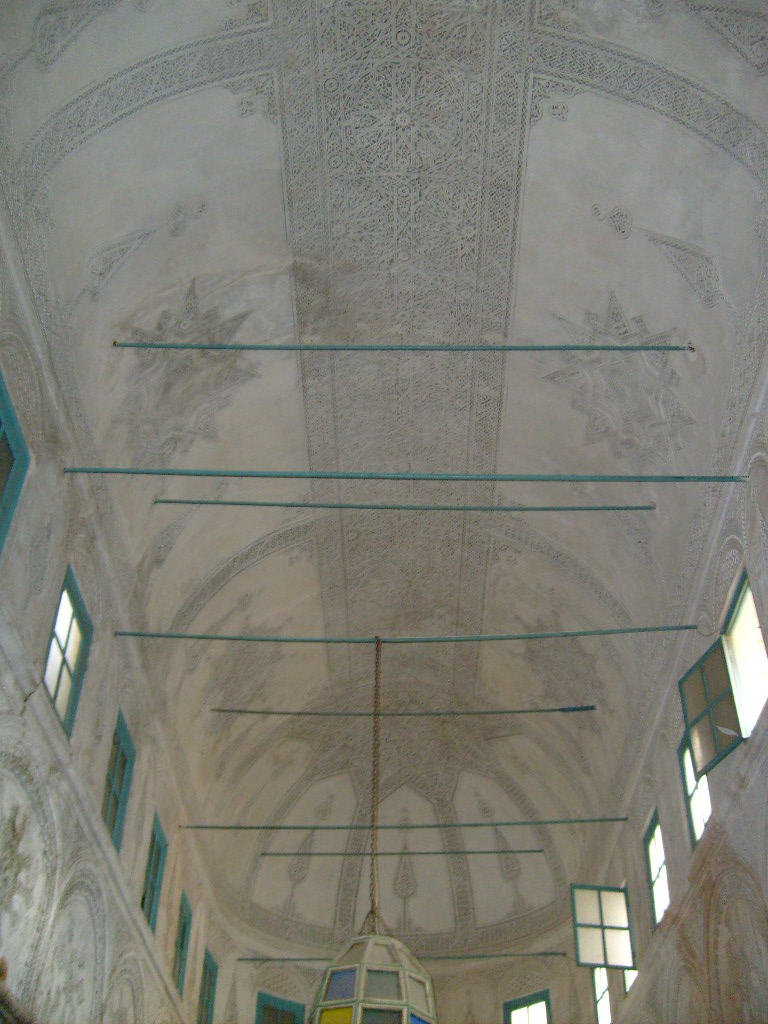
Soffitto di forma ovoidale

## Conservazione

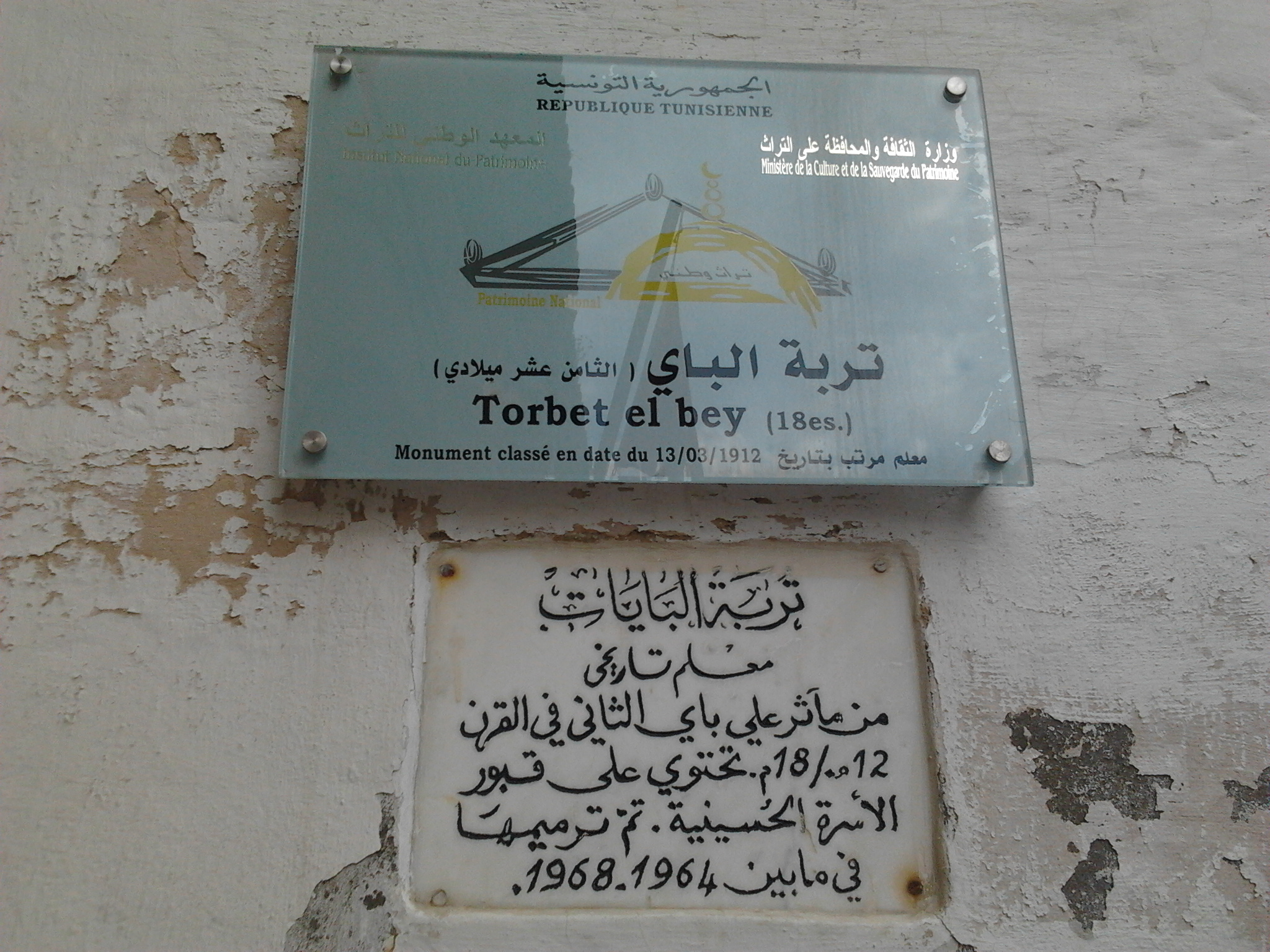
Piastre informazioni INP e la commemorazione del restauro effettuato tra il 1964 e il 1968

Durante una trentina d'anni, l'edificio è stato quasi abbandonato a se stesso e ha perso una parte del suoi decori, così come il tetto e il soffitto che si sono deteriorati. Negli anni novanta, l'Institut national du patrimoine (INP) ha avviato lo studio per un restauro e ha aperto uno spazio nell'ingresso per accogliere i visitatori.. Tuttavia sembra che la struttura dell'edificio stesso lasci molto a desiderare, · .

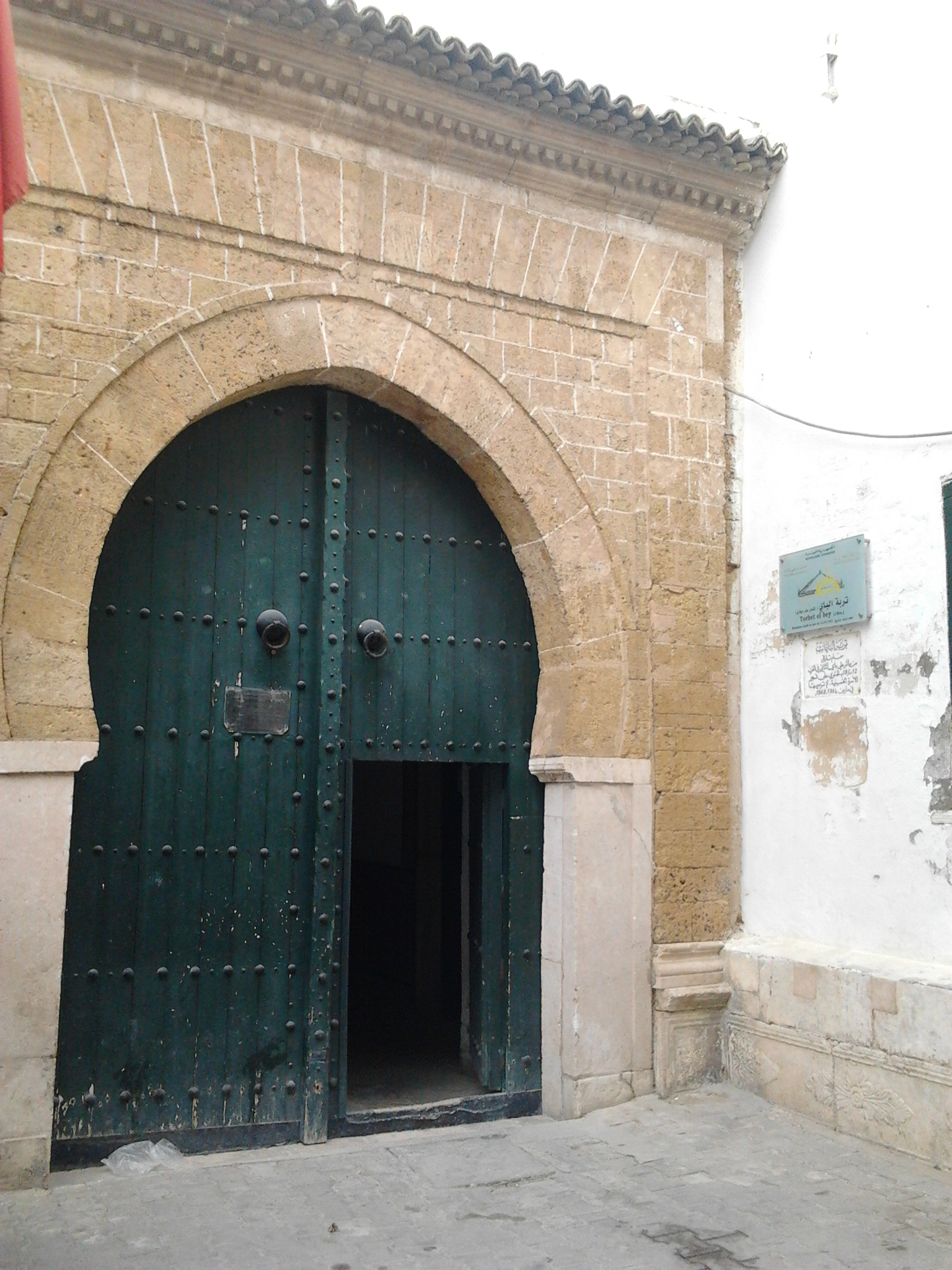
La porta d'ingresso principale
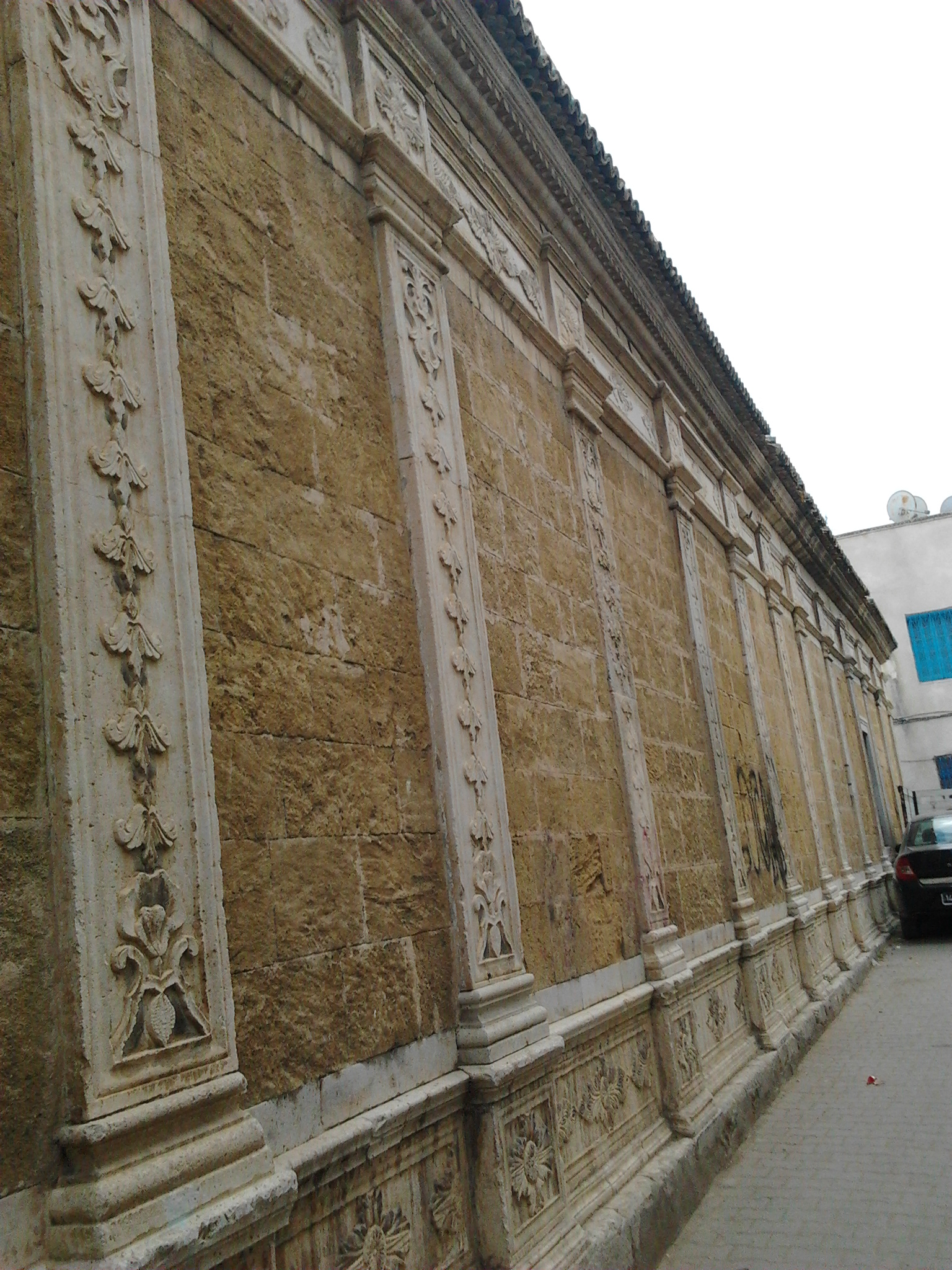
Guarda dall'esterno
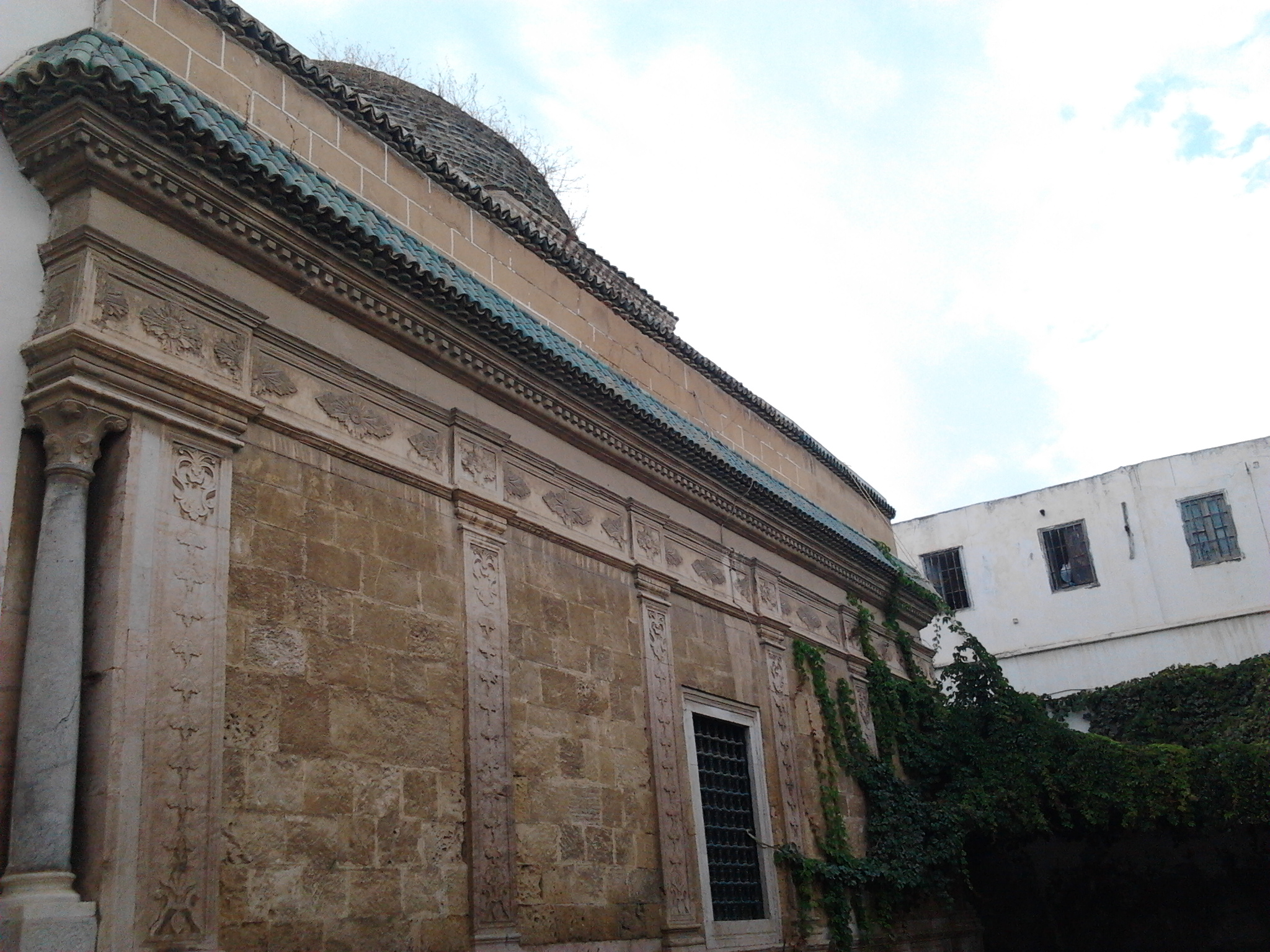
Guarda dall'esterno
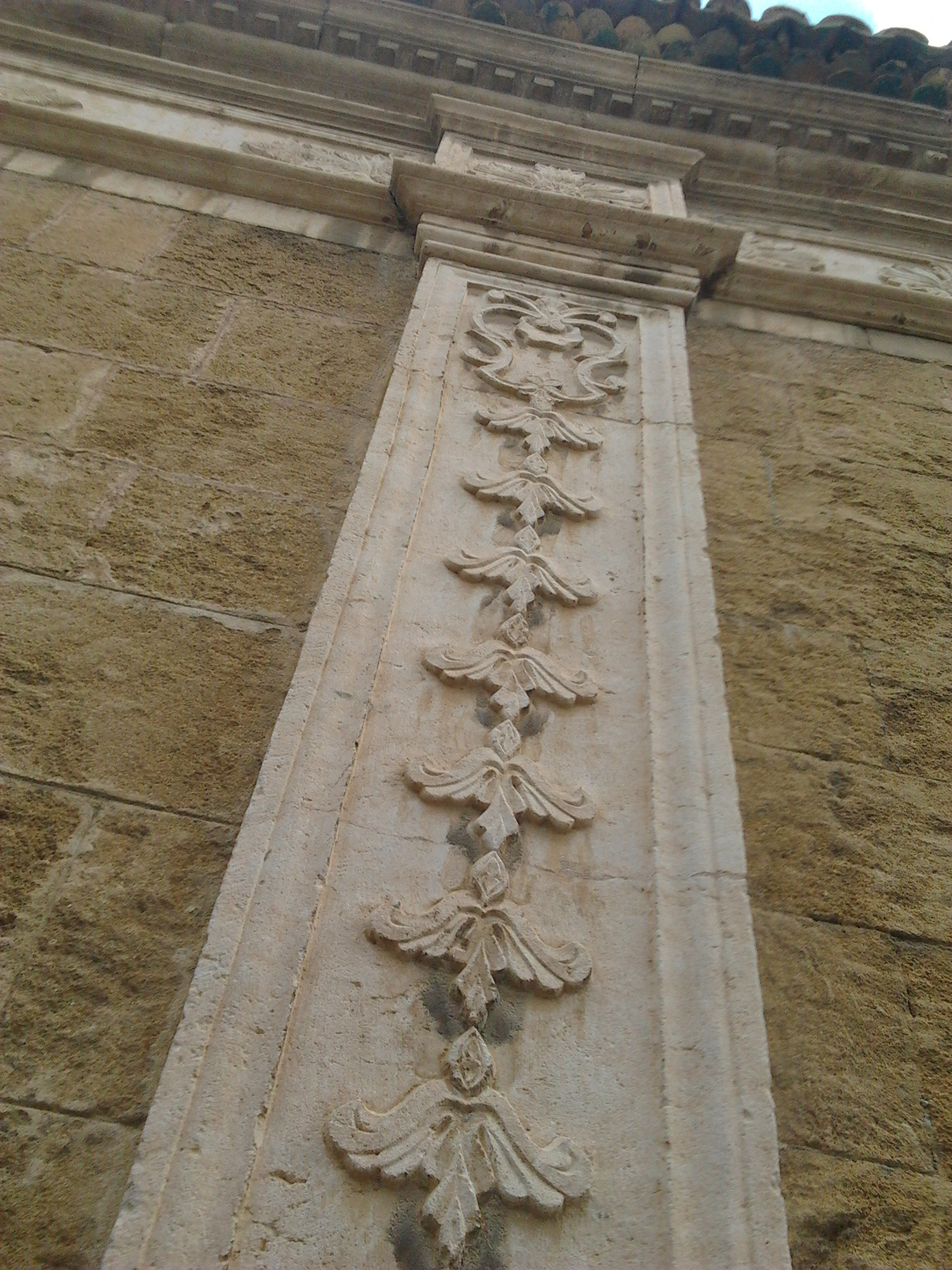
Dettagli della decorazione esterna
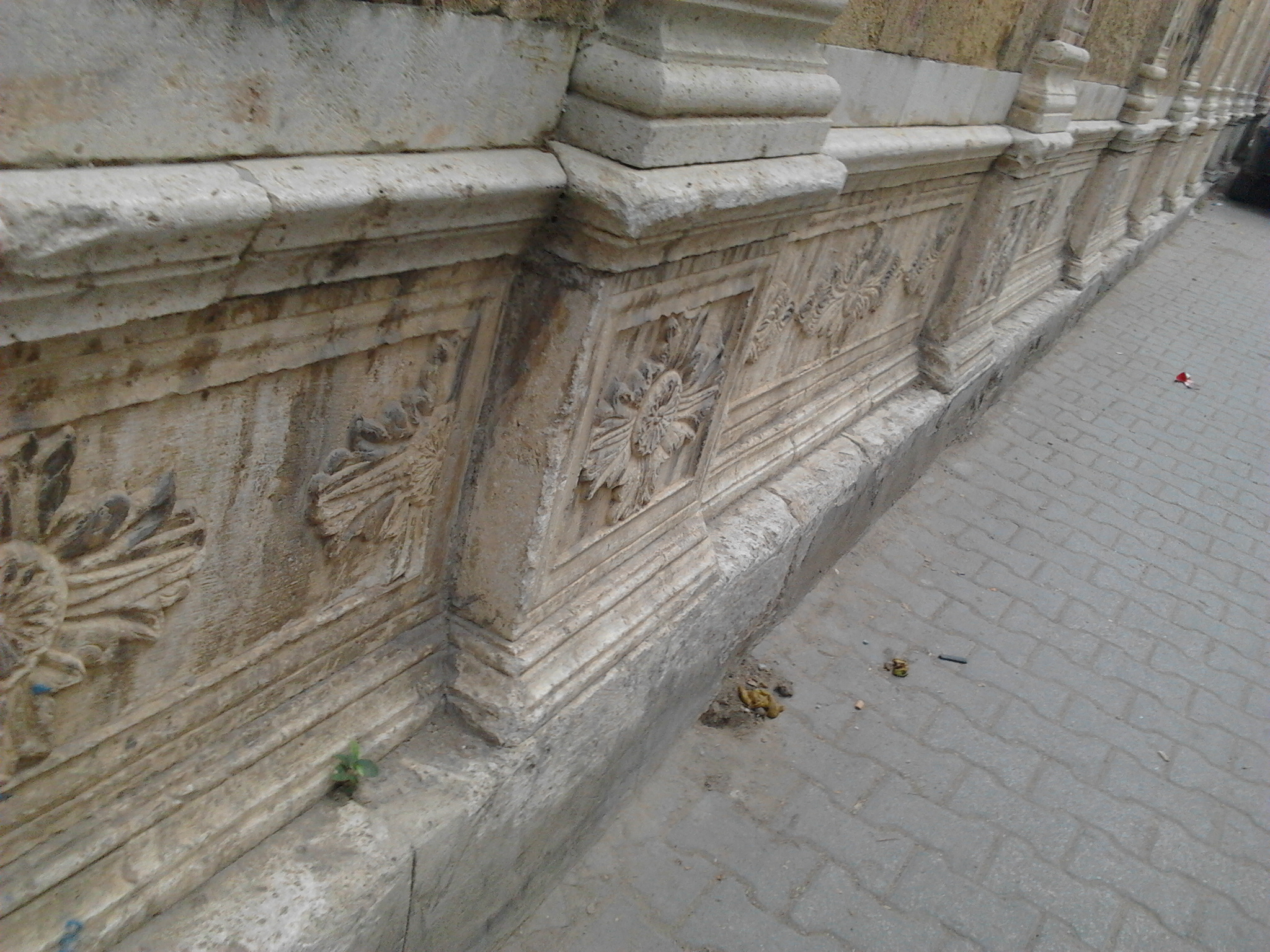
Dettagli della decorazione esterna